# Chikwenye Okonjo Ogunyemi
Chikwenye Okonjo Ogunyemi (1932) es una académica, crítica literaria y escritora nigeriana. Enseñó en el Sarah Lawrence College y es conocida por sus artículos y libros sobre la teoría del mujerismo y la diáspora africana.

## Carrera profesional
Ogunyemi publicó Africa Wo/man Palava: The Nigerian novel by women en 1996. El libro examinaba la obra de ocho escritoras nigerianas: Zaynab Alkali, Simi Bedford, Buchi Emecheta, Funmilayo Fakunle, Flora Nwapa, Eno Obong, Ifeoma Okoye y Adaora Lily Ulasi. Ogunyemi expuso una nueva teoría de la literatura nigeriana basada en sus obras. Esta teoría era mujerista y feminista en el contexto de la mujer africana, pero Ogunyemi también señaló que nombrar es una cuestión política y, al etiquetar una teoría, no encasillaba a las escritoras. En esta obra la autora aportó su contribución al proceso de democratización produciendo una teoría literaria que le permitiera a los lectores penetrar en el significado de las novelas de mujeres nigerianas. Junto a otras críticas como Helen Chukwuma y Omolara Ogundipe-Leslie, Ogunyemi exploró las ideas poscoloniales y argumentó en contra del trabajo de los «críticos fálicos».
Ogunyemi fue profesora de literatura y también catedrática de estudios globales en el Sarah Lawrence College en Yonkers, Nueva York. En colaboración con Tuzyline Jita Allan, Ogunyemi editó una antología de ensayos titulada Doce mejores libros de mujeres africanas: lecturas críticas que se publicó en 2009

## Trabajos seleccionados
- Allan, Tuzyline Jita; Ogunyemi, Chikwenye Okonjo (2009). Twelve best books by African women : critical readings. Ohio University Press. ISBN 978-0-89680-266-7.
- Ogunyemi, Chikwenye Okonjo (1996). Africa wo/man palava: The Nigerian novel by women. University of Chicago Press. ISBN 9780226620855.
- Ogunyemi, Chikwenye Okonjo (1985). «Womanism: The Dynamics of the Contemporary Black Female Novel in English». Signs 11 (1): 63-80. ISSN 0097-9740. JSTOR 3174287. doi:10.1086/494200.